# Neobracea
Neobracea es un género de fanerógamas de la familia Apocynaceae. Contiene  ocho especies. Es originario del Caribe en Bahamas y Cuba.

## Taxonomía
El género fue descrito por Nathaniel Lord Britton y publicado en The Bahama Flora 335. 1920. La especie tipo es: Neobracea angustifolia Britton

## Especies
- Neobracea acunaiana Lippold
- Neobracea angustifolia Britton
- Neobracea bahamensis Britton
- Neobracea ekmanii Urb.
- Neobracea howardii Woodson
- Neobracea martiana Borhidi & O.Muñiz
- Neobracea susannina Borhidi
- Neobracea valenzuelana Urb.